# 孔淳之
孔淳之（372年—430年），字彦深，鲁郡鲁县（今山东省曲阜市）人，南朝宋政治人物。孔子后裔，迁居会稽郡剡县。
祖父孔惔，官至尚书祠部郎。父亲孔粲，以秘书监征召，没有就任。弟弟孔默之，另一弟弟孔隐之承袭奉圣亭侯。孔淳之爱好文籍，喜游山水，与戴颙、王弘之等人共作世外之游。被任命为著作佐郎、太尉参军，都不就任。会稽郡太守谢方明苦苦相邀，终不肯往。宋文帝时征召他为散骑侍郎，于是逃至上虞县界，家人不知其所在。元嘉七年去世。